# کامرلینگ ۵۸۲۷۹
سیارک ۵۸۲۷۹ (به انگلیسی: 58279 Kamerlingh، نامگذاری:1993TE40) پنجاه و هشت هزار و دویست و هفتاد و نهمین سیارک کشف شده‌است که در ۱۱ اکتبر ۱۹۹۳ کشف شد.